# ジースタッフ
株式会社ジースタッフは、東京都台東区に本社を置くテレビ番組・映画等の録音およびラジオ番組の音響制作の業務を営む会社である。

## 概要
2003年12月25日、元ギルド・ジャパンに所属の録音技師スタッフたちと独立する形で設立。設立後は2004年1月16日に株式会社ギルド・ジャパンは東京地方裁判所へ自己破産を申請、後に会社を継承される。

## 所属スタッフ
- 小川健司（代表取締役社長 / ギルド・ジャパン→）
- 関根光晶（取締役兼技術部長 / ギルド・ジャパン→）
- 甲斐匡（ギルド・ジャパン→）
- 中山寿範（ギルド・ジャパン→）
- 林昭一（ギルド・ジャパン→）
- 新妻聡（ギルド・ジャパン→）
- 五十嵐圭
- 良井真一
- 安居雄一
- 榎田大道

## 映画
2020年度